# 西村治郎兵衛
西村 治郎兵衛（にしむら じろうべえ）は、戦国時代の武将。美濃国毛利山城（牛ケ鼻砦）城代。・加治田城御殿屋敷城西櫓（砦）城代。次郎兵衛、二郎兵衛とも表記。

## 略歴
加治田衆古参の一人で、美濃斎藤氏の家臣で加治田城主・佐藤忠能に同城築城時期から家老・長沼三徳と共に仕えた。
永禄8年（1565年）8月の堂洞合戦では、織田信長に与した佐藤忠能や嫡子・忠康（信氏）に従って岸信周攻撃に参加し、加治田の北方面より攻め上がった。なお、この戦いの前に岸方に人質として預けられていた忠能の娘・八重緑が刺殺され、遺骸は竹の串で貫かれ堂洞城長尾丸に立てられた。西村はその夜密かに姫の遺骸を奪い取り、龍福寺に葬ったと伝えられている。
また、同年の関・加治田合戦にも参加した。
佐藤忠能の娘である正室院が斎藤利治の正室（養子）となった時より長沼三徳と共に加治田衆古参として斎藤利治へ仕えた。
斎藤利治が前日に織田信忠と妙覚寺で合流し、本能寺の変で忠死した直後に3代目加治田城主となる斎藤利堯に仕えた。
天正10年（1582年）の加治田・兼山合戦では、緒戦において他の加治田衆と共に牛ヶ鼻砦を二度も攻城戦を防戦し森勢を撃退する。
森長可は前哨戦の敗軍を思い、直接本城を攻め落とさんと加治田城へ軍を進め、堂洞合戦後廃城となった旧堂洞城を本陣とした。治郎率いる支城加治田軍は森軍の動きを察知し、毛利山城に押の兵を残して密かに加治田本城へ戻り本軍と合流し対陣を整える。
本戦では東の山に築かれた三徳櫓の家老・長沼三徳を始めとして、本陣を囲むように兵が広く配備され、治郎兵衛は将として西の山の砦を守備した。
加治田城が森氏により廃城後、長沼三徳と共に加治田城衣丸（絹丸村）にて、斎藤利治の遺児である斎藤義興・斎藤市郎左衛門を養育。正室である正室院も保護。最後は三徳に後を託した。

## 逸話
- 佐藤忠能の娘・八重緑が堂洞城長尾丸に磔にされた後、治郎はその夜、微服潜行（人目につかぬ服装で忍び）、亡骸を岸方から奪い取り、龍福寺で孝養（亡き人の霊をともらう）した[13]。
- 天正十年八月中旬、治郎は湯浅新六らと先陣に毛利山城に入城し、伏兵を計り森勢を思う程おびき寄せ、四方に兵を起こし立て夜中に襲撃する。森勢は岸から落ちたり、自害する者や同士討ちする兵が多くなり、死傷者が続出したため本陣に引いた。その激戦地は三つ池付近で傷を負った武士らがにげまどい「這坂」の地名がついた。
- 毛利山城は加治田城から南東約七キロの距離にあり、飛騨川に臨む岩山にあり、金山城の胸元に剣をあてた要害の地であり、治郎を中心とした加治田衆（湯浅新六・佐藤堅忠・大島光政・井戸宇右衛門・小関勘助・吉田弥三・梅村佐平治等）が守備していた[14]。
- 加治田城攻城戦においては、西櫓から切手で、ここを先途と死守し支えた[15]。
- 郷土の軍記物に治郎の名が記載されている。又、地侍・忍びとしての古くからの名主として現代まで続いている氏族である[16]。